# Michael Freiberg (Politiker)
Michael Freiberg (* 8. März 1956 in West-Berlin) ist ein deutscher Politiker (CDU).

## Leben
Freiberg besuchte die Fachoberschule für Verwaltung und Wirtschaft, später die Fachhochschule für Verwaltung und Rechtspflege Berlin, an der er den Titel des Diplomverwaltungswirtes erwarb.
Von 1978 bis 1990 gehörte er dem Bezirksamt Neukölln an, wo er hauptsächlich in den Abteilungen Finanzen, Personal und Bauwesen tätig war. Von 1990 bis 1995 arbeitete er in der Senatsverwaltung für Inneres des Landes Berlin, wo er zunächst für Hochschulangelegenheiten des Landes zuständig war. Danach war er Leitungs- und Parlamentsreferent des Senators Dieter Heckelmann, Regierungsdirektor und stellvertretender Leiter des Referats für Organisation und Personalkonsolidierung. Von 1995 bis 2006 gehörte er wieder dem Bezirksamt Neukölln an. Dort war er zunächst Bezirksstadtrat für Finanzen, Personal, Verwaltung, Wirtschaft, Veterinär- und Lebensmittelaufsicht, danach von 1999 bis 2001 Stellvertretender Bezirksbürgermeister und Bezirksstadtrat für Finanzen, Personal und Verwaltung und danach Bezirksstadtrat für Gesundheit, Umwelt, Bürgerdienste.
Seit März 2007 ist Freiberg selbstständig tätig.
Freiberg war bei der CDU stellvertretender Vorsitzender des Kreisverbandes Neukölln und Vorsitzender des Ortsverbandes Alt-Rixdorf. Er war auch Mitglied des Vorstandes im Bezirksverband Neukölln bei der Mittelstands- und Wirtschaftsvereinigung der CDU Berlin.
Bei der Wahl zum Abgeordnetenhaus von Berlin 2011 trat Freiberg als Kandidat an und schaffte den Einzug zunächst nicht, obwohl er auf Platz 1 der Bezirksliste der CDU in Neukölln stand. Durch den Mandatsverzicht von Falko Liecke zog Freiberg schließlich doch noch in das Abgeordnetenhaus ein, dem er bis 2016 als Mitglied angehörte.
Bei Lobbycontrol und in anderen Medien wurde Freiberg dafür kritisiert, dass er seine Abgeordnetentätigkeit mit einer Lobbyarbeit verbinde. Er habe auf der Seite seiner Unternehmensberatungsfirma Freiberg-Consulting als Abgeordneter ausdrücklich mit seiner Lobbytätigkeit geworben: Wir unterstützen Sie bei ihrer Lobbyarbeit. Türöffner bei 1. Kommunalpolitik, 2. Landespolitik, 3. Bundespolitik, 4. Europapolitik.